# Astragalus cernuiflorus
Astragalus cernuiflorus là một loài thực vật có hoa trong họ Đậu. Loài này được Gontsch. miêu tả khoa học đầu tiên.